# Domenic Troiano
Domenic Michele Antonio Troiano (Modugno, 17 januari 1946 – Toronto, 25 mei 2005) was een Canadees rockmuzikant (zang, gitaar) en songwriter, meest bekend door zijn bijdragen aan Mandala, The James Gang, The Guess Who en als soloartiest.

## Biografie
Troiano, geboren in Modugno, Italië, werd in 1955 een ingeburgerd Canadees. Hij groeide op in Toronto en begon gitaar te spelen op 15-jarige leeftijd. Als professioneel muzikant was hij o.a. gitarist voor Ronnie Hawkins, The James Gang, The Guess Who en Bush.
Zijn eerste band was Robbie Lane & The Disciples, die werd ingehuurd om zanger Ronnie Hawkins te steunen na diens vertrek bij Levon and the Hawks. In 1965 trad Troiano toe tot The Rogues, die The Five Rogues werd en bestond uit zanger George Olliver, bassist Don Elliot, toetsenist Josef Chirowski en drummer Pentti Glan. In september 1966 veranderde de band zijn naam in Mandala en nam twee singles op, waaronder de top 10-hit Opportunity in februari 1967. Olliver en Chirowski vertrokken later dat jaar en werden vervangen door Roy Kenner en organist Henry Babraj. Met nog een andere organist, Hugh Sullivan, scoorde de band opnieuw een grote Canadese hit in 1968 met Love-itis bij Atlantic Records en bracht deze de lp Soul Crusade uit. De band werd formeel ontbonden in juni 1969, maar Troiano, Kenner, Sullivan en Glan hergroepeerden zich al snel als Bush, met bassist Prakash John. Kenner zong later ook in de James Gang met Troiano, die halverwege de jaren 1970 vertrok om met The Guess Who te spelen.
Troiano begon een solocarrière tijdens de late jaren 1970 en trad op met de Domenic Troiano Band. Hij scoorde zijn grootste hit met de discohit We All Need Love uit 1979. Hij schreef ook muziek voor televisie, waaronder voor de serie Night Heat. Nummers gecomponeerd door Troiano, zoals I Can Hear You Calling, werden uitgevoerd door andere artiesten, waaronder Three Dog Night. Zijn gitaarwerk is te horen op opnamen van Moe Koffman, Joe Cocker, James Cotton en Long John Baldry. Hij had ook een Canadese opname met de band Black Market bij het oorspronkelijk onafhankelijke label El Mocambo Records. Gedurende bijna vijfentwintig jaar, beginnend tijdens de vroege jaren 1980, concentreerde Troiano zich op het bijdragen aan het werk van anderen, als muzikant en als producent, in plaats van zijn eigen solocarrière te verbeteren.
Gitarist Domenic Troiano was nauw verbonden met de Toronto Sound van die tijd en droeg minstens twee nummers bij aan dat genre: 356 Sammon Ave (1972), een kort, instrumentaal eerbetoon aan het voormalige huis van zijn ouders in East York en My Old Toronto Home (1973).
De productievermeldingen van Domenic Troiano omvatten albums van Kilowatt, David Gibson, John Rutledge en Patria. Hij werd in 1996 opgenomen in de Canadian Music Hall of Fame.

## Overlijden
Domenic Troiano overleed in mei 2005 op 59-jarige leeftijd aan de gevolgen van prostaatkanker.

## Discografie

### Mandala
- 1968: Soul Crusade (Atlantic Records)

### Bush
- 1970: Bush (Dunhill Records)

### James Gang
- 1972: Passin' Thru (ABC Records)
- 1972: Straight Shooter (ABC Records)

### The Guess Who
- 1974: Flavours (RCA Records)
- 1975: Power in the Music (RCA Records)

### The Domenic Troiano Band
- 1977: Burnin' At The Stake (Capitol Records)
- 1978: The Joke's On Me (Capitol Records)

### Black Market
- 1981: Changing of the Guard (El Mocambo)

### Solo
- 1972: Domenic Troiano (Mercury Records)
- 1973: Tricky (Mercury Records)
- 1979: Fret Fever (Capitol Records)

- Biblioteca Nacional de España: XX1150826
- Bibliothèque nationale de France: cb141420695 (data)
- International Standard Name Identifier: 0000 0000 7357 2529
- Library of Congress Control Number: n92099384
- MusicBrainz: 5a89d18c-6df1-41f7-8a03-250740e3fd09
- SNAC: w6wh3g2w
- Virtual International Authority File: 17430935
- WorldCat: E39PBJhCJkWBhrrpjBtFVDCJDq